# Фишер, Генрих (зоолог)
Генрих Фишер (Heinrich Fischer; 1817—1886) — немецкий зоолог и минералог. Член Леопольдины с 1882 года.

## Биография
Изучал медицину и естественные науки в Фрейбурге, после чего назначен ассистентом при зоологическом музее этого университета, а с 1846 года в то же время в качестве приват-доцента читал лекции по зоологии, зоотомии и минералогии и, кроме этого, занимался врачебной практикой. В 1854 году назначен экстраординарным профессором минералогии и директором минералогическо-геологического музея во Фрейбурге, в 1859 году — ординарный профессор. В первые годы своей научной деятельности Фишер занимался преимущественно энтомологией, и в этот период появился его классический труд «Orthoptera europaea» (Лпц., 1853), заключающий систематическое описание европейских прямокрылых насекомых. Впоследствии Фишер занялся исключительно минералогией и в особенности способствовал введению микроскопического метода при тончайшем исследовании минералов. В начале семидесятых годов Фишер совместно с профессором анатомии Экером учредил во Фрейбурге (Баден) доисторический-этнографический музей. В этот период появились его работы, касающиеся минералогического исследования каменных орудий и т. п.

## Труды
- «Beiträge zur Insectenfauna um Freiburg» (3 ч., Маннгейм, 1849—50);
- «Beiträge zur Geschichte des Orthopterenstudiums» (Штеттин, 1849);
- «Clavis der Silicate» (Лпц., 1864);
- «Chronologischer Ueberblick über allmähliche Einführung der Mikroskopie in das Studium der Mineralogie, Petrographie und Paläontologie» (Фрейбург, 1864);
- «Kritische mikroskopisch-mineralogische Studien» (с двумя добавлениями, ib., 1869—73);
- «Nephrit und Jadeit, nach ihren mineralogischen Eigenschaften so wie nach ihrer Urgeschichtlichen und ethnographischen Bedeutung» (2-е изд., Штутгарт, 1880).